# Michal Birner
Michal Birner (* 2. März 1986 in Litoměřice, Tschechoslowakei) ist ein ehemaliger tschechischer Eishockeyspieler, der im Verlauf seiner aktiven Karriere zwischen 2002 und 2024 unter anderem annähernd 400 Spiele für die Bílí Tygři Liberec in der tschechischen Extraliga auf der Position des linken Flügelstürmers bestritten hat. Darüber hinaus war Birner auch über längere Zeiträume in der American Hockey League (AHL), finnischen (SM-)Liiga und Schweizer National League (A) (NLA) aktiv. Sowohl in Finnland als auch Tschechien gewann er dabei die jeweilige Landesmeisterschaft.

## Karriere
Michal Birner begann seine Karriere als Eishockeyspieler in seiner tschechischen Heimat in der Nachwuchsabteilung des HC Slavia Prag, für dessen Profimannschaft er in der Saison 2003/04 sein Debüt in der Extraliga, der höchsten tschechischen Spielklasse, gab. Bei seinem einzigen Einsatz blieb er punkt- und straflos. Anschließend wurde er im NHL Entry Draft 2004 in der vierten Runde als insgesamt 116. Spieler von den St. Louis Blues aus der National Hockey League (NHL) ausgewählt. Zunächst spielte der Flügelspieler jedoch zwei Jahre lang in der kanadischen Juniorenliga Ontario Hockey League (OHL) für die Barrie Colts, die ihn beim CHL Import Draft 2004 an insgesamt achter Position gezogen hatten, und Saginaw Spirit. Im Juni 2006 unterschrieb er schließlich einen Vertrag bei den St. Louis Blues, für deren Farmteam Peoria Rivermen er eineinhalb Jahre lang in der American Hockey League (AHL) spielte, ehe er im Dezember 2007 gemeinsam mit Doug Weight und einem Siebtrunden-Wahlrecht im NHL Entry Draft 2008 im Tausch für Andy McDonald zu den Anaheim Ducks transferiert wurde. Bei deren AHL-Farmteam Portland Pirates konnte er sich ebenfalls auf Anhieb durchsetzen. Mit der Mannschaft scheiterte er in der Saison 2007/08 erst im Conference-Finale an den Wilkes-Barre/Scranton Penguins.
Die Spielzeit 2008/09 begann Birner bei Anaheims neuem AHL-Farmteam Iowa Chops, für die er allerdings nur zwei Spiele bestritt, ehe er zu deren Kooperationspartner Bakersfield Condors aus der ECHL abgestellt wurde. Ohne ein einziges Spiel für die Condors absolviert zu haben, wechselte er im November 2008 zu den Pelicans Lahti aus der finnischen SM-liiga. In sechs Spielen bereitete der Tscheche zwei Tore für die Pelicans vor, ehe er aufgrund einer Oberarmverletzung bis zum Saisonende pausieren musste. Zur Saison 2009/10 wurde der ehemalige Junioren-Nationalspieler vom Ligakonkurrenten TPS Turku verpflichtet. Mit der Mannschaft gewann er auf Anhieb den finnischen Meistertitel. Zu diesem Erfolg trug er mit 55 Scorerpunkten, davon 19 Tore, in insgesamt 73 Spielen bei. In der Saison 2011/12 war er Assistenzkapitän bei TPS. Ab Ende Mai 2012 stand Birner beim KHL-Neuling HC Lev Prag unter Vertrag und wurde im September 2012 für einige Spiele an TPS Turku ausgeliehen. In der Spielzeit 2013/14 erreichte er mit dem HC Lev das Playoff-Finale der KHL. Nach diesem Erfolg zog sich der Klub vom Spielbetrieb zurück und Birner kehrte nach Finnland zurück, wo er von Kalevan Pallo unter Vertrag genommen wurde.
Im April 2015 wurde Birner von den Bílí Tygři Liberec für drei Jahre unter Vertrag genommen und gewann mit den Weißen Tigern am Ende der Saison 2015/16 die tschechische Meisterschaft. Seinen Vertrag in Liberec erfüllte der Angreifer jedoch nicht, da er sich bereits im August 2016 dem HK Traktor Tscheljabinsk aus der KHL anschloss. Dort wurde er nach zwölf Spielen aus seinem Vertrag entlassen und wechselte zu Fribourg-Gottéron in die Schweizer National League A (NLA). Im November 2018 wechselte Birner wieder zu den Bílí Tygři Liberec in die tschechische Extraliga zurück. Am Ende des Spieljahres 2019/20 war er bester Vorbereiter der Extraliga-Hauptrunde. Im folgenden Spieljahr wurde Birner mit der Mannschaft – wie schon 2019 – Vizemeister, wozu er als Topscorer der Playoffs maßgeblich beitrug. Im Sommer 2024 beendete der 38-Jährige seine aktive Karriere.

### International
Für Tschechien nahm Birner an der U18-Junioren-Weltmeisterschaft 2004 sowie der U20-Junioren-Weltmeisterschaft 2006 teil. Bei der U18-WM 2004 gewann er mit seiner Mannschaft die Bronzemedaille.
Für das Herren-Nationalteam kam er bisher bei der Euro Hockey Tour sowie bei den Weltmeisterschaften 2016 und 2017 sowie den Olympischen Winterspielen 2018 im russischen Sotschi zum Einsatz. Zudem vertrat er sein Heimatland beim World Cup of Hockey 2016, als er für den verletzten Tomáš Hertl nachnominiert wurde.

## Erfolge und Auszeichnungen
| - 2001 Tschechischer U18-Meister mit dem HC Slavia Prag - 2010 Finnischer Meister mit TPS Turku - 2016 Tschechischer Meister mit den Bílí Tygři Liberec - 2019 Tschechischer Vizemeister mit den Bílí Tygři Liberec - 2019 Bester Torschütze der Extraliga-Playoffs | - 2020 Bester Vorlagengeber der Extraliga-Hauptrunde - 2021 Tschechischer Vizemeister mit den Bílí Tygři Liberec - 2021 Topscorer der Extraliga-Playoffs - 2021 Bester Vorlagengeber der Extraliga-Playoffs |

### International
- 2004 Bronzemedaille bei der U18-Junioren-Weltmeisterschaft

## Karrierestatistik

### International
Vertrat Tschechien bei:
| - U18-Junioren-Weltmeisterschaft 2004 - U20-Junioren-Weltmeisterschaft 2006 - Weltmeisterschaft 2016 | - World Cup of Hockey 2016 - Weltmeisterschaft 2017 - Olympischen Winterspielen 2018 |

(Legende zur Spielerstatistik: Sp oder GP = absolvierte Spiele; T oder G = erzielte Tore; V oder A = erzielte Assists; Pkt oder Pts = erzielte Scorerpunkte; SM oder PIM = erhaltene Strafminuten; +/− = Plus/Minus-Bilanz; PP = erzielte Überzahltore; SH = erzielte Unterzahltore; GW = erzielte Siegtore; 1 Play-downs/Relegation; Kursiv: Statistik nicht vollständig)